# Elena Taloș
Elena Andreea Taloș (născută Panțuroiu, n. 24 februarie 1995, Câmpulung, Argeș, România) este o atletă română, specializată în triplusalt.

## Carieră
Primul rezultat notabil l-a obținut în 2013 la Campionatul European de Juniori de la Rieti, Italia, unde a cucerit medalia de argint la proba de triplusalt.
O altă performanță remarcabilă este titlul de vicecampioană de la Europenele de Juniori de la Tallinn din 2015. În urma rezultatului de la Campionatul Național de juniori de la București din 2016 (14,15 m), a îndeplinit baremul de participare la Jocurile Olimpice de la Rio, participând în premieră la o competiție de asemenea anvergură.
În anul 2017 a obținut medalia de aur la Europenele de Tineret de la Bydgoszcz. La Campionatul Mondial în sală din 2018 de la Birmingham s-a clasat pe locul 4 în urma spaniolei Ana Peleteiro. La sezonul în aer liber a stabilit un nou record personal cu o săritură de 14,47 m, iar la Campionatul European de la Berlin s-a clasat din nou pe locul 4 în urma Anei Peleteiro. Apoi a fost numită cea mai bună atletă română al anului de Federația Română de Atletism. În anul 2020 sportiva s-a căsătorit și a devenit mamă.
La Campionatul European din 2022 de la München atleta a obținut locul 8. În 2024 s-a clasat pe locul 10 la Campionatul Mondial în sală de la Glasgow. În același an a participat la Jocurile Olimpice de la Paris unde a ocupat locul 10.

### Palmares competițional
| An   | Competiție                              | Locație                  | Loc | Eveniment  | Note    |
| ---- | --------------------------------------- | ------------------------ | --- | ---------- | ------- |
| 2011 | Campionatul Mondial de Juniori (sub 18) | Lille, Franța            | 24  | triplusalt | 12,19 m |
| 2013 | Campionatul European de Juniori         | Rieti, Italia            | 2   | triplusalt | 13,36 m |
| 2014 | Campionatul Mondial de Juniori          | Eugene, Statele Unite    | 5   | triplusalt | 13,73 m |
| 2015 | Campionatul European în sală            | Praga, Cehia             | 17  | triplusalt | 13,59 m |
| 2015 | Campionatul European U23                | Tallinn, Estonia         | 19  | lungime    | 6,04 m  |
| 2015 | Campionatul European U23                | Tallinn, Estonia         | 2   | triplusalt | 14,13 m |
| 2015 | Campionatul Mondial                     | Beijing, China           | 18  | triplusalt | 13,58 m |
| 2016 | Campionatul Mondial în sală             | Portland, Statele Unite  | 5   | triplusalt | 14,11 m |
| 2016 | Campionatul European                    | Amsterdam, Olanda        | 16  | triplusalt | 13,63 m |
| 2016 | Jocurile Olimpice                       | Rio de Janeiro, Brazilia | 16  | triplusalt | 14,00 m |
| 2017 | Campionatul European în sală            | Belgrad, Serbia          | 11  | triplusalt | 13,84 m |
| 2017 | Campionatul European U23                | Bydgoszcz, Polonia       | 1   | triplusalt | 14,27 m |
| 2017 | Campionatul Mondial                     | Londra, Regatul Unit     | 14  | triplusalt | 14,02 m |
| 2018 | Campionatul Mondial în sală             | Birmingham, Regatul Unit | 4   | triplusalt | 14,33 m |
| 2018 | Campionatul European                    | Berlin, Germania         | 4   | triplusalt | 14,38 m |
| 2019 | Campionatul Mondial                     | Doha, Qatar              | 11  | triplusalt | 14,07 m |
| 2022 | Campionatul European                    | München, Germania        | 8   | triplusalt | 14,01 m |
| 2023 | Campionatul European în sală            | Istanbul, Turcia         | 13  | triplusalt | 13,39 m |
| 2023 | Campionatul Mondial                     | Budapesta, Ungaria       | 15  | triplusalt | 14,06 m |
| 2024 | Campionatul Mondial în sală             | Glasgow, Marea Britanie  | 10  | triplusalt | 13,65   |
| 2024 | Campionatul European                    | Roma, Italia             | 20  | triplusalt | 13,59 m |
| 2024 | Jocurile Olimpice                       | Paris, Franța            | 10  | triplusalt | 14,05   |
| 2025 | Campionatul European în sală            | Apeldoorn, Țările de Jos | –   | triplusalt | FR      |

### Recorduri personale
| Probă                       | Performanță | Dată              | Locație   |
| --------------------------- | ----------- | ----------------- | --------- |
| Triplusalt                  | 14,47 m     | 19 iunie 2018     | Montreuil |
| Săritură în lungime         | 6,33 m      | 26 iunie 2022     | Craiova   |
| Triplusalt în sală          | 14,33 m     | 4 februarie 2017  | București |
| Săritură în lungime în sală | 6,44 m      | 15 februarie 2015 | București |
| Pentatlon în sală           | 4309        | 11 februarie 2017 | București |